# Colpodia anomala
Colpodia anomala är en tvåvingeart som först beskrevs av Jean-Jacques Kieffer 1898.  Colpodia anomala ingår i släktet Colpodia och familjen gallmyggor.
Artens utbredningsområde är Frankrike. Inga underarter finns listade i Catalogue of Life.